# Josef Šíma (football)
Pour les articles homonymes, voir Sima.
Josef Šíma (né le 17 août 1905 en Tchécoslovaquie et mort le 6 novembre 1983) est un joueur de football international tchécoslovaque (tchèque).
Il a terminé meilleur buteur du championnat de Tchécoslovaquie lors de la saison 1927 avec treize buts (avec Antonín Puč).

## Palmarès
- Championnat de Tchécoslovaquie (1) :
  - Vainqueur : 1927.
  - Meilleur buteur : 1927 (13 buts).